# ملعب أدرار
ملعب أدرار أو ملعب أكادير (بالأمازيغية: ⴰⴱⴰⵔⴰⵣ ⵏ ⴰⴷⵔⴰⵔ ، بالفرنسية: Stade Adrar - Agadir) أي ملعب الجبل باللغة الأمازيغية لأنه قريب من جبال الأطلس الكبير، يُعدُّ من أكبر الملاعب المغربية، الطبيعة الزلزالية للمنطقة التي شيد بها الملعب جعلت إنشائه يلزم القائمين على المشروع بمضاعفة إجراءات السلامة وتشييد المركب بدقة متناهية وباستعمال أحدث التقنيات في هذا المجال ليكون مقاوم للزلزال مع الاعتماد على الردوم المدعمة بالإسمنت كأساسات للمدرجات. طاقته الاستيعابية تقدر بـ 45.000 متفرج، منها 10000 مدرجات مغطاة. شيد شرق المدينة، على مساحة إجمالية تقدر بـ 47 هكتار ، يستضيف فيه فريق حسنية أگادير مبارياته، كما استضاف كأس العالم للأندية 2013 ، بالإضافة إلى كأس إفريقيا للأمم للمحليين.

## نبذة عن الملعب
يعد ملعب أكادير من أكبر الملاعب المغربية، بحكم الإمكانيات الهائلة التي يتوفر عليها، إذ استعمل في بنائه 66 ألف و700 متر مكعب من الاسمنت و4330 مترا مربعا من المعدن، و21 كيلومترا من الاسمنت في المدرجات و74 16 مترا مربعا من الأرضية الاصطناعية،و يتوفر على أربع ملاعب للتذريبات وثلاث موقف سيارات بسعة 4500 عربة وموقف خاص لكبار الشخصيات ورجال الأمن والصحافة بسعة 1000 سيارة وموقف خاص للمروحيات. كما يتوفر على 81 كاميرا للمراقبة وشاشة عملاقة مساحتها 84 مترا مربعا، و18 بابا للدخول و27 مخرجا و17 مكانا مخصصا للأكل و116 مركزا للاستشفاء و36 شباكا للتذاكر ومركزين للمراقبة و12 مركزا للشرطة وستة أماكن للإسعافات الأولية بالمدرجات، وثلاثة مراكز صحية.
وتبلغ الطاقة الاستيعابية للملعب 45 ألف متفرج بكراس مرقمة، ضمنها خمسة آلاف متفرج في المنصة الشرفية و27 غرفة لكبار الشخصيات ، و288 مقعدا لفائدة الصحافة الوطنية و العالمية .
وبخصوص الأرضية والحلبات، يتوفر الملعب الرئيسي لأكادير على مساحة معشوشبة تعد من الأفضل على المستوى العالمي.

### مرافق صحية ورياضية عصرية
رغم أن الشركات التي ساهمت في إنجاز هذه المعلمة الرياضية البالغ عددها 15 كلها مغربية، باستثناء واحدة فرنسية مكلفة بالعشب الطبيعي ، إلا أن المرافق التي يتوفر عليها تنم عن تقدم الهندسة المعمارية الوطنية المغربية، واقترابها من نظيرتها العالمية، إذ أصبح بإمكان المغرب بناء مثل هذه المشاريع الرياضية المغربية بالاعتماد على المؤهلات الوطنية الصرفة.
وركزت وزارة التجهيز والنقل أثناء تشييد الملعب على عدم إغفال أي شيء لضمان فرجة ممتعة للجمهور المغربي، من خلال توفير كل الإمكانيات الضرورية، والشيء نفسه بالنسبة إلى أطراف الممارسة الرياضية بالملعب من لاعبين وحكام وجامعي الكرات، وصحافة وطنية، إذ يتوفر داخل الملعب على مستودعين لألعاب القوى كل واحد يمتد على مساحة 212 مترا مربعا، في كل واحد أربع غرف، ومثلها بالنسبة إلى كرة القدم طولها 354 متر مربعا يضم كل واحد منها 4 مستودعات للاعبين ، ومستودعين للحكام طولهما 43 متر مربعا وكذلك الشأن بالنسبة إلى حاملي الكرات طولهما 25 مترا.
ويضم الملعب مصلحة طبية للعدائين والحكام على مساحة 126 مترا مربعا، ومكانين للإحماء طولهما 284 مترا مربعا، وقاعتين للاتصال طولهما 400 متر مربع، وأربعة مقاصف في ممر الإحماء وأربع قاعات للاستراحة طول كل واحدة 52 مترا مربعا، ومكانين مخصصين لمراقبة المنشطات طولهما 110 أمتار مربعة، وخزانا للتجهيزات ومركزا للإسعافات والحكام.
وتحظى مرافق وسائل الإعلام باهتمام كبير، فبالإضافة إلى تخصيص منصة مكونة من 356 مقعدا، يتوفر الملعب على 340 مكانا مجهزا بأحدث الوسائل من أجل تغطية التظاهرات الكبرى، و27 مقصورة للتعليق وأربع استديوهات بالقرب من المنطقة المختلطة طولها 25 مترا مربعا وعلوها أربعة أمتار، وقاعة للتحرير مجهزة بمختلف التجهيزات وإدارة للتحرير ومكاتب للمستشهرين ووكالات الأسفار، وقاعة كبيرة للندوات الصحافية مكونة من 240 مقعدا، ومنطقة مختلطة طولها 700 متر مربع ومركزين للمصورين الصحافيين على مساحة 360 مترا مربعا.
وبخصوص تجهيزات المراقبة والإنارة يتوفر الملعب على أربعة أعمدة كهربائية من المستوى الرفيع إضاءة(ليد)ونظام مزدوج لدعم الإنارة مستقل ومولد للإغاثة، ونظام أمني خاص باندلاع الحرائق وآخر خاص بالوسائل السمعية ونظام مراقبة دقيق بواسطة كاميرات عددها 290 كاميرا بتقنية التعرف على الوجوه ستمكن من رؤية جميع الأماكن داخل وخارج الملعب، وكاميرا للصورة النهائية المستعملة في ألعاب القوى.

## الإنطلاق الرسمي للبناء ملعب أدرار
انطلاق الرسمي لإنجاز ملعب أدرار :
في شهر ديسمبر 2003

## افتتاح ملعب أدرار
تم افتتاح ملعب أدرار يوم الجمعة 23 نوفمبر 2013. حيت تم لعب مبارتين.
1 حسنية أكادير ضد شبيبة القبايل
2 منتخب المغرب ضد منتخب جنوب أفريقيا

## وصلات خارجية
- Graphic of stadium
- ملعب أكاديرء كورة